# Długosiodło (plaats)
Długosiodło is een dorp in het Poolse woiwodschap Mazovië, in het district Wyszkowski. De plaats maakt deel uit van de gemeente Długosiodło en telt 2020 inwoners.